# Апшак-Пеляк
Апша́к-Пеля́к (рос. Апшак-Пеляк, марій. Апшат Пеляк) — присілок у складі Гірськомарійського району Марій Ел, Росія. Входить до складу Кузнецовського сільського поселення.
Стара назва — Апшакпеляк.

## Населення
Населення — 129 осіб (2010; 146 у 2002).
Національний склад (станом на 2002 рік):
- гірські марійці — 96 %